# Saltatricula
Saltatricula – rodzaj ptaków z rodziny tanagrowatych (Thraupidae).

## Występowanie
Rodzaj obejmuje gatunki występujące w Ameryce Południowej.

## Morfologia
Długość ciała 18–20,5 cm, masa ciała 20–53,8 g.

## Systematyka

### Etymologia
Zdrobnienie < rodzaj Saltator Vieillot, 1816 (por. zdrobnienie < łacińskie saltatrix, saltatricis – „tancerka”).

### Gatunek typowy
Saltator multicolor Burmeister

### Podział systematyczny
Do rodzaju należą następujące gatunki:
- Saltatricula multicolor (Burmeister, 1860) – ziarnołusk wspaniały
- Saltatricula atricollis (Vieillot, 1817) – ziarnołusk czarnogardły